# Иванов, Борис Андреевич
Бори́с Андре́евич Ивано́в (род. 26 ноября 1978, Москва, СССР) — российский журналист, кинокритик, киновед, редактор и переводчик. Также является популяризатором японской анимации.

## Биография
В 1990-е годы принимал участие в переводе или же редактировании переводов ряда передач, фильмов и телесериалов, выходивших на НТВ, «НТВ-Плюс» и ТВ-6, сотрудничал с концерном «Видеофильм» (до 2001 года), до середины 2002 года сотрудничал с группой перевода телеканала ТВ Центр.
В 2001 году окончил Российский государственный гуманитарный университет.
С 2002 года до закрытия проекта в 2013 году работал заместителем главного редактора журнала «Total DVD».
С 2005 года до закрытия проекта в 2011 году вёл авторскую колонку в журнале «АнимеГид».
После закрытия журнала Total DVD в 2013 году покинул компанию Gameland и перешел в медиахолдинг C-Media, где с июля 2013 года работает в редакции журнала Empire и интернет-портала Film.ru, которые возглавил бывший главный редактор Total DVD Борис Хохлов.
В 1999 году выпустил книгу «Введение в японскую анимацию», которая стала первой книгой об аниме на русском языке. За эту работу получил Премию памяти Михаила Левитина Гильдии киноведов и кинокритиков России. По словам японоведа Елены Катасоновой, «эта книга, ставшая знаковым явлением в истории изучения японской массовой культуры… является настольным пособием не только для специалистов, но и, прежде всего, для всех фанатов современной поп-культуры».
Автор сайта «Аниме и манга в России», первого крупного интернет-проекта рунета, посвящённого японской анимации и японской культуре.
В качестве переводчика, редактора и комментатора участвовал в выпуске российских изданий аниме «Рубаки» и «Призрак в доспехах: Невинность».
В детстве снимался в эпизодах советских фильмов.

## Фильмография
- 1985 — Не ходите, девки, замуж
- 1986 — Тайны мадам Вонг